# Amphicoma klapperichi
Amphicoma klapperichi is een keversoort uit de familie Glaphyridae. De wetenschappelijke naam van de soort is voor het eerst geldig gepubliceerd in 1952 door Endrodi.